# Ambulyx celebensis
Ambulyx celebensis är en fjärilsart som beskrevs av Jordan 1919. Ambulyx celebensis ingår i släktet Ambulyx och familjen svärmare. Inga underarter finns listade i Catalogue of Life.